# Spermadictyon suaveolens
Spermadictyon suaveolens är en måreväxtart som beskrevs av William Roxburgh. Spermadictyon suaveolens ingår i släktet Spermadictyon och familjen måreväxter.

## Underarter
Arten delas in i följande underarter:
- S. s. azureum
- S. s. suaveolens